# Mac OS 8
Mac OS 8 ist ein Betriebssystem von Apple, das am 26. Juli 1997 vorgestellt wurde. Es wurde auf der Basis des damals etwa sechs Jahre alten System 7 entwickelt und setzte die mit Mac OS 7.6 begonnene Integration zahlreicher Funktionen aus dem eingestellten Copland-Projekt fort. Wie schon Version 7.6 trägt auch Version 8 den neuen Namen Mac OS.
Mac OS 8 gilt daher auch als größter Entwicklungsschritt in der Reihe der klassischen Mac-OS-Betriebssysteme, die noch direkt von der Macintosh System Software vom ersten Macintosh-Computer von 1984 abstammen. Es war eine der bestverkauften Versionen von Mac OS: innerhalb der ersten zwei Wochen nach Verkaufsstart waren bereits 1,2 Mio. Kopien über den Ladentisch gegangen. Der Nachfolger Mac OS 9 erschien am 23. Oktober 1999.

## Copland
Im Jahr 1994 wollte Apple zusammen mit den ersten PowerPC basierten Macintosh-Computern ein von Grund auf neu entwickeltes Betriebssystem vorstellen. Dazu wurde das Projekt Copland gestartet. Das Ziel war ein System, das auf einem Microkernel aufbaute, sowie präemptives Multitasking und Speicherschutz beherrschte. Die Benutzeroberfläche sollte neben der Sprechblasenhilfe zahlreiche Assistenten und Kontextmenüs aufweisen. Das ganze System sollte auch mehrbenutzerfähig sein und nativ auf dem PowerPC-Prozessor arbeiten.
Zuerst wurde das Veröffentlichungsdatum auf Ende des Jahres 1995 verschoben, später auf Mitte 1996 und dann Ende 1997. Im November 1995 wurde eine Beta-Version für Software-Entwickler veröffentlicht. Die Copland-Entwicklung, an der etwa 500 Entwickler arbeiteten und die insgesamt über 250 Mio. Dollar kostete, war zu diesem Zeitpunkt aber immer noch nicht fertig und hoffnungslos im Verzug. Während Apple daher seine anspruchsvollen Macintosh-Nutzer notgedrungen mit dem gealterten System 7 vertrösten musste, feierte Microsoft mit Windows 95 bereits große Erfolge und die ersten ernst zu nehmenden Linux-Distributionen tauchten auf dem Markt auf. Inspiriert von Microsofts Überarbeitung von MS-DOS und Windows 3.11 zu Windows 95, die nicht einmal ein Jahr Entwicklungszeit in Anspruch genommen hatte, beschloss man bei Apple im Jahre 1997, Copland zu stoppen und so viele Funktionen davon wie möglich in ein überarbeitetes System 7 zu integrieren. Die ersten Neuerungen aus dem Copland-Projekt flossen schon in die Version 7.6 ein. In Mac OS 8.0 wurden wiederum zahlreiche integriert. Nicht wenige der im Copland-Projekt angestrebten Ziele konnte Apple aber erst im Jahr 2001 mit Mac OS X verwirklichen.
Die veröffentlichten Vorabversionen von Copland wiesen sich bereits als System 8 bzw. als Mac OS 8.0 aus. Das schließlich veröffentlichte Mac OS 8 basiert in der Entwicklungslinie jedoch direkt auf Mac OS 7.6 und nicht auf Copland, obwohl einige der Technologien, die im Rahmen von Copland entstanden sind, in das reguläre Mac OS übernommen wurden.

## Entwicklung und Technologie
Die augenfälligste Neuerung an Mac OS 8 ist der Appearance Manager (auf Deutsch: „Erscheinungsbild“), der es erlaubt, verschiedene Themes für die gesamte Oberfläche zu verwenden. Als Standard wurde das mit Copland entwickelte „Apple Platinum“-Design verwendet, das an die Optik des klassischen „Macintosh System“ angelehnt war. Mit Version 8.1 wurde das HFS+ eingeführt und Version 8.5 war das erste Mac OS, das nur noch den PowerPC-Prozessor unterstützte. Es brachte auch die 3D-Grafik-Engine QuickDraw 3D und die Desktopsuche Sherlock mit.

### Mac OS 8.0
In Projekt „Tempo“ wurde an der weiteren Integration zahlreicher Innovationen aus Copland in das bestehende System 7 gearbeitet, das ab Version 7.6 in Mac OS umbenannt worden war. Eine Testversion wurde noch als Mac OS 7.7 für Entwickler vorab veröffentlicht. Am 26. Juli 1997 wurde die finale Version 8.0 einem internationalen Fachpublikum präsentiert. Die wichtigsten Neuerungen für den Anwender waren:
- benutzerdefinierte System-Schriften
- benutzerdefinierte Fensterfarben
- Kontextmenüs
- selbst aufspringende Fenster im Finder
- Multithreading fähiger Finder (Das Weiterarbeiten, während der Finder Dateien kopiert, wurde möglich.)
- Pipetten-Werkzeug für Farbeinstellungen
- beliebige Bilder als Desktop-Hintergrund
- HTML-basierte Hilfe
- AFP Unterstützung für TCP/IP

### Mac OS 8.1
Am 19. Januar 1998 wurde Mac OS 8.1 veröffentlicht. Es ist die letzte auf 68k-Systemen lauffähige Version und gleichzeitig das älteste Mac OS, für das die CarbonLib für PowerPC-Systeme portiert wurde. Die Aktualisierung von Mac OS 8.0 auf 8.1 war gratis.
Die größte Neuerung der Version 8.1 ist sicher das Dateisystem HFS+. Es hob zahlreiche Beschränkungen seines Vorgängers HFS auf. So erlaubt es längere Dateinamen und unterstützt größere Partitionen und Dateien. Verbessert wurde auch die Unterstützung des Datenaustauschs mit Windows NT- und DOS-basierenden Systemen. So unterstützt Mac OS 8.1 lange Dateinamen, wie sie VFAT verwendet.
Wegen eines Abkommens zwischen Apple und Microsoft verpflichtete sich Apple, den Internet Explorer mit seinem Betriebssystem auszuliefern. Deshalb enthielt Mac OS 8.1 erstmals den Browser in Version 3, dieser wurde jedoch kurz nach dem Erscheinen bereits durch den Internet Explorer 4 ersetzt.

### Mac OS 8.5
Am 17. Oktober 1998 wurde Mac OS 8.5 veröffentlicht. Es war die erste Version des klassischen Macintosh-Betriebssystems, die nur noch auf der PowerPC-Plattform lauffähig war. Die größte Neuerung waren die 3D-Grafik-Engine QuickDraw 3D, die schnellere Skriptsprache AppleScript und die Desktopsuche Sherlock. Auch die Schriftdarstellung und Modemkonfiguration wurde verbessert. Der überarbeitete Installationsprozess war schneller und verlangte weniger Eingaben vom Benutzer. Die Aktualisierung 8.5.1 stellte die Kompatibilität mit neueren Macintosh-Modellen her und bereinigte kleinere Fehler.

### Mac OS 8.6
In Version 8.6, die am 10. Mai 1999 veröffentlicht wurde, war der Multiprocessing Service 2 integriert, um einzelnen Anwendungen beschränktes präemptives Multitasking zu ermöglichen. Speicherschutz bestand damit jedoch immer noch nicht. Trotzdem war Mac OS 8.6 stabiler und ein deutlicher Performancegewinn spürbar. Besitzer der Versionen 8.5 und 8.5.1 konnten gratis zur Version 8.6 migrieren.

## Trivia
1997 wurde ein zu Mac OS 8 voll kompatibles Betriebssystem mit dem Namen Crypto Operating System angekündigt. Es hätte Verschlüsselung nach B2-Klassifikation unterstützen und auf Motorola-68030- ebenso wie auf PowerPC-basierten Macs laufen sollen. Als Hersteller trat eine sächsische Firma mit dem Namen Omega GmbH auf. Es blieb jedoch bei der Ankündigung.

## Versionsgeschichte
Das von Apple ab 1994 entwickelte und Mitte 1996 eingestellte Copland wurde in der letzten Entwicklerversion D11E4 auch als Mac OS 8 bezeichnet und hatte den Codenamen „Maxwell.“ Das als Mac OS 8 schließlich erschienene Betriebssystem (das noch als Mac OS 7.7 entwickelt worden war) hat mit Copland jedoch nichts gemein, außer dass einige der Entwicklungen aus Copland kontinuierlich in Mac OS überführt wurden.
| Version | Erscheinungsdatum | Codename                  | Bemerkungen |
| ------- | ----------------- | ------------------------- | --- |
| 8.0     | 26. Juli 1997     | Tempo                     | Diese Version war ursprünglich als Mac OS 7.7 geplant, wovon auch Beta-Versionen erschienen. Beinhaltet das Platinum-Design, das für Copland entwickelt wurde.                                                             |
| 8.1     | 19. Januar 1998   | Bride of Buster, Scimitar | Die letzte Version, die auf einem Macintosh mit 68k-Prozessor läuft. Führte HFS+ ein, das auf lange Sicht HFS als Dateisystem ablösen sollte. Auf dem PowerPC die niedrigste Version, auf der die CarbonLib verfügbar ist. |
| 8.1     |                   | Men in Black              | vorinstalliert, spezifische Version des iMac |
| 8.5     | 17. Oktober 1998  | Allegro                   | |
| 8.5.1   | 7. Dezember 1998  | The Ric Ford Release      | Diese Version beinhaltet keine neuen Funktionen. Es wurden einige Fehler behoben und sie ist mit weiteren Macintosh-Modellen kompatibel, z. B. dem Power Mac G3 vom Januar 1999.                                           |
| 8.6     | 10. Mai 1999      | Veronica                  | |

Von Mac OS 8.7 gab es Beta-Versionen mit dem Codenamen „Sarah,“ die finale Version wurde dann jedoch als Mac OS 9 veröffentlicht.